# قسطنطين الحادي عشر
قسطنطين الحادي عشر باليولوج (1404-1453) كان آخر إمبراطور بيزنطي، حكم من 1449م حتى وفاته سنة 1453م. في عهده فُتحت القسطنطينية على أيدي المسلمين العثمانيين الذين فتحوا المدينة في 29 مايو 1453م وقضوا نهائياً على الإمبراطورية البيزنطية. 

## مولده ونشأته
وُلد قسطنطين الحادي عشر بمدينة القسطنطينية وهو الابن الثامن من عشرة أطفال للإمبراطور مانويل الثاني من زوجته الصربية هيلينا دراجس، وقضى طفولته في القسطنطينية في كنف والده الإمبراطور.

## ديسپوت المورة
في أكتوبر 1443 م تولّى قسطنطين حُكم ديسپوتية المورة، وقد حكم المورة أثناء إقامته بقلعة مدينة ميستراس الحصينة والتي عمل على ترميمها وتقوية تحصيناتها ودفاعاتها.
وفي صيف 1444م هاجم قسطنطين دوقية أثينا اللاتينية واستولى على ثيبس وأثينا وأجبر دوقها الفلورنسي نيريو على دفع الجزية.
وضع العثمانيون حدا لتوسع إمارة المورة، ففي خريف سنة 1446 م هاجم العثمانيون المورة ب 50 ألف جندي.
ركّز العثمانيون مدفعيتهم صوب أسوار وتحصينات الهيكسميليون ودمروها تماما حتى صارت ركاما، ونجا قسطنطين وأخاه طوماس بصعوبة، واستعدّ السلطان مراد الثاني لاجتياح المورة وضمها إلى الدولة العثمانية إلا أن حلول الشتاء والطقس السيئ حالا دون تنفيذ مشروعه، وبذلك نجت إمارة المورة من الاجتياح العثماني وتقوضت طموحاتها في التوسع.

## زوجتيه
تزوج قسطنطين الحادي عشر مرتين ولم ينجب من كلتا الزيجتين:
1. المرة الأولى في 1 يوليو 1428م من مادلينا توكو التي توفيت في نوفمبر 1429م.
2. فتزوج بعدها من كاترينا جاتيلوسيا.

## حكمه

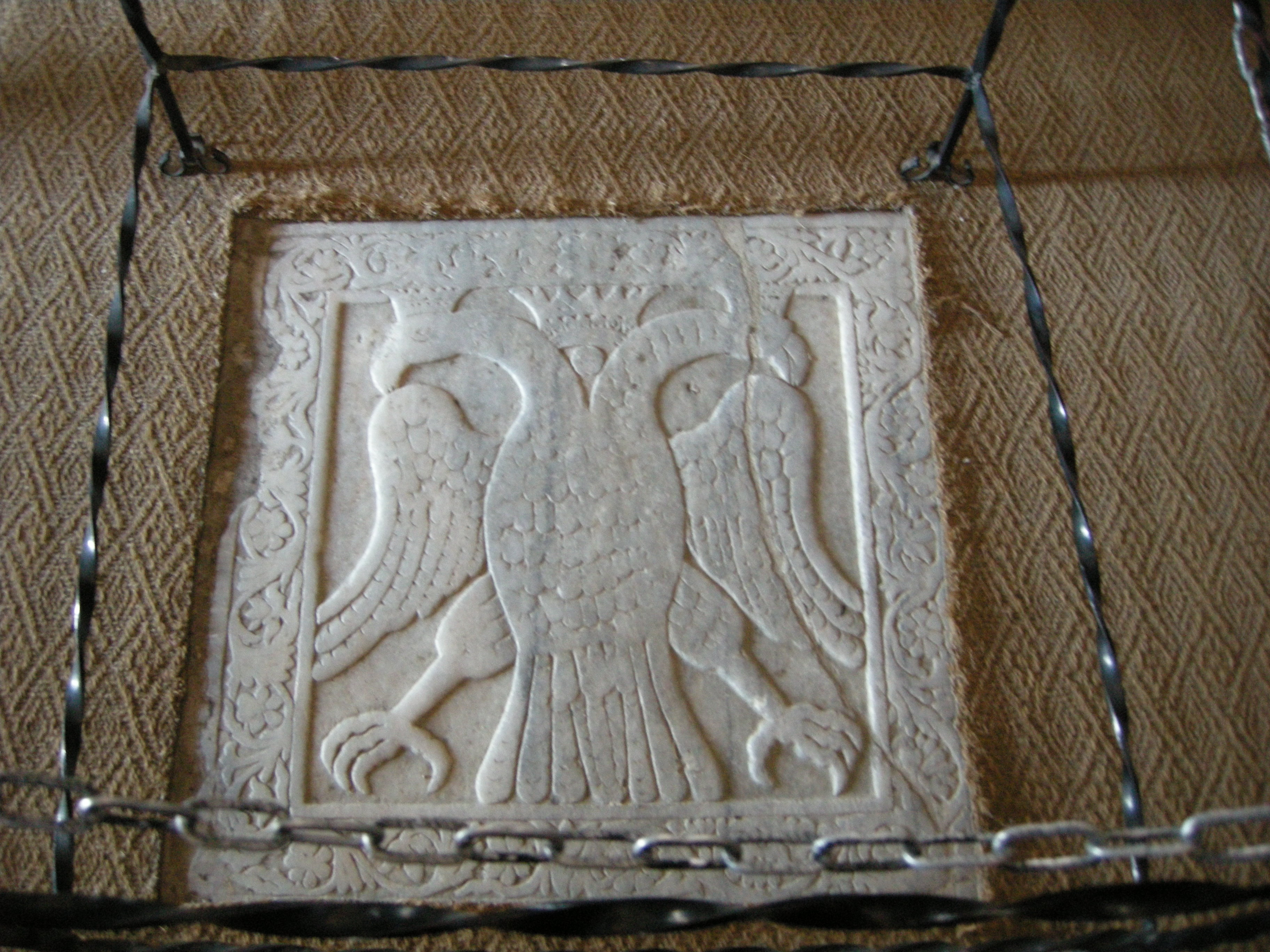
لوحة رخامية لنسر ذو رأسين في كنيسة القديس ديمتريوس في ميستراس، مما يُشير إلى المكان الذي يُفترض أن قسطنطين الحادي عشر قد تُوج فيه إمبراطوراً بيزنطياً، وكانت سابقة أن يتم تتويج الإمبراطور خارج القسطنطينية.

عندما توفي شقيقه الإمبراطور يوحنا الثامن باليولوج في 31 أكتوبر 1448م، دبَّ النزاع بين قسطنطين وشقيقه ديمتريوس باليولوج على وراثة العرش. فقامت الإمبراطورة هيلينا والدة الأميرين والوصية على العرش بمطالبة السلطان العثماني مراد الثاني بالتحكيم بين ولديها الأميرين فاختار السلطان قسطنطين لتولي العرش، فتوج بعدها قسطنطين إمبراطورًا وأقيم حفل التنصيب في ميستراس وكانت سابقة أن يتم تتويج الإمبراطور خارج القسطنطينية ودون مثول بطريرك الكنيسة الأرثوذكسية.
على الرغم من الصعوبات الداخلية والخارجية خلال فترة حكمه كإمبراطور، والتي بلغت ذروتها في حصار القسطنطينية ثم سقوطها في يد العثمانيين، إلا أن استبساله في الدفاع عن عاصمته التليدة جعلت كل المصادر التاريخية المعاصرة له تذكره باحترام شديد.

## حصار القسطنطينية
في سنة 1451م توفي السلطان مراد وخلفه ولده السلطان محمد الثاني على العرش، وفي عهده ساءت العلاقات بين الدولة العثمانية وبيزنطة، فقرر السلطان محمد الثاني حسم الأمر عسكريا وبدأ في حشد جيوشه لفتح القسطنطينية.
وفي شتاء 1452م أكمل السلطان محمد بناء قلعة روملي حصار على الجانب الأوروبي من مضيق البوسفور تمهيدا لحصار المدينة.

وفي تلك الأثناء، استنجد قسطنطين بالغرب المسيحي للدفاع عن عاصمته وأكّد على التزامه بمبدأ الوحدة بين الكنيسة الأرثوذكسية والكنيسة الكاثوليكية وقد وصلته بالفعل فرق قليلة من المرتزقة من شمال إيطاليا وبعض المدن الأوربية الأخرى، إلا أن مشاركة أوروبا المسيحية في واجب الدفاع عن القسطنطينية كان لا يضارع على الإطلاق جيش العثمانيين المتفوق عددا وعدة في تلك المعركة، وخاصة بعد الانتصارات العثمانية القريبة في معركة ڤارنا 1444م ثم معركة كوسوڤو (قوصوه) الثانية 1448م اللتان كانتا رادعاً ثقيلاً للدول الصليبية امتد أثره لعقود، مما منع الدول الأوروپية عن إرسال أي مساعدة عسكرية كبيرة إلى البيزنطيين خلال الحصار العثماني للقسطنطينية وفتحها عام 1453م.

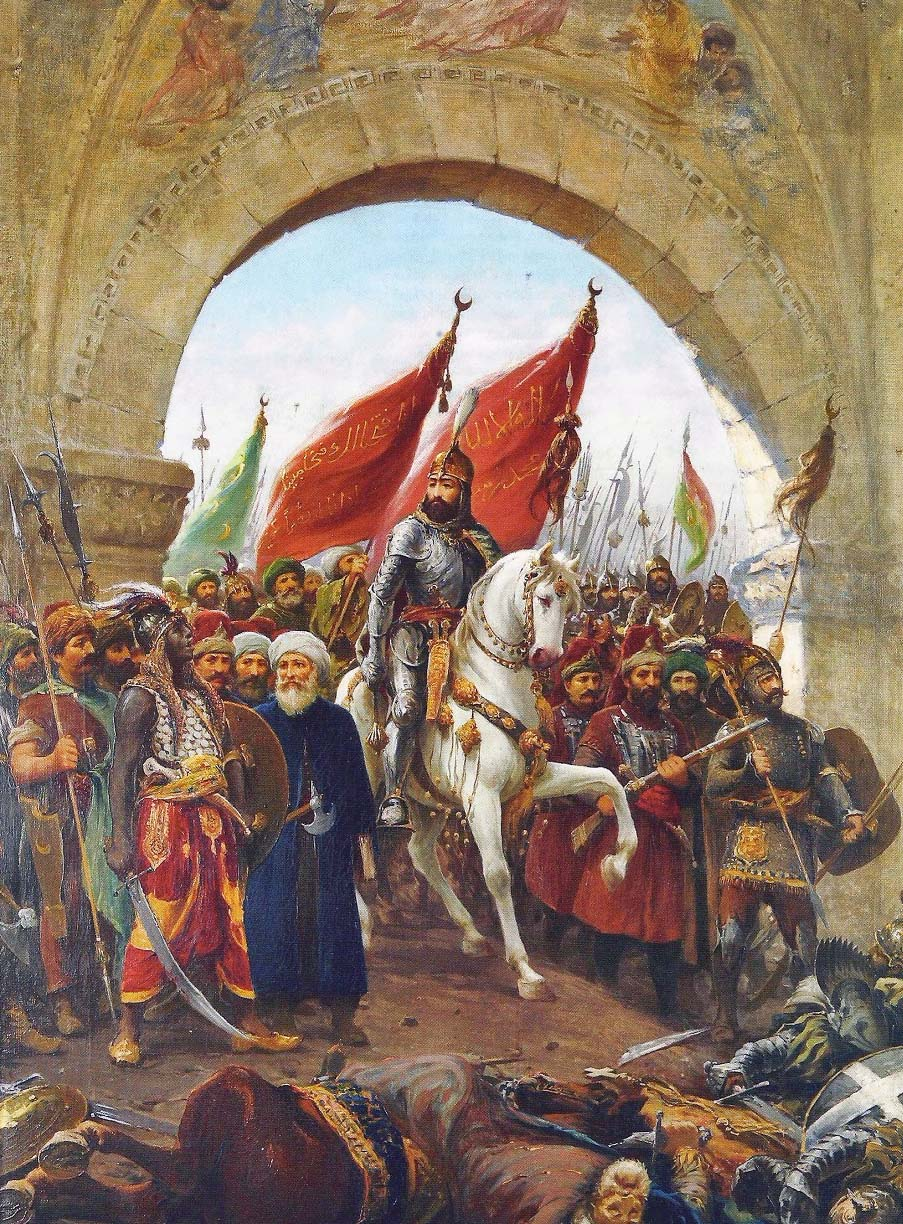
لوحة تمثِّل دخول السلطان محمد الفاتح القسطنطينية من «باب إدرنة» بعد معركة ڤارنا بتسع سنوات. رَدَعَت معركة ڤارنا ومعركة كوسوڤو الثانية الدول الأوروپية عن إرسال أي مساعدة عسكرية كبيرة إلى البيزنطيين خلال الحصار العثماني للقسطنطينية وفتحها عام 1453م.

استنجد قسطنطين بشقيقيه ديسپوتا المورة ولكن باءت محاولته بالفشل نتيجة تهديد العثمانيين لهم. وفي شتاء سنة 1453م بدأ الحصار العثماني لمدينة القسطنطينية.

## سقوط القسطنطينية
بعد وصول الجيوش العثمانية أمام أسوار القسطنطينية، أرسل السلطان رسولا إلى الإمبراطور يعرض عليه تسليم المدينة بالأمان وفي المقابل يترك له حكم مدينة ميستراس إلا أن المفاوضات باءت بالفشل بسبب رفض الإمبراطور مقترح السلطان وأبى إلا الدفاع عن عاصمته، وقاد بنفسه عملية الدفاع عن أسوار المدينة وبث الحماس وروح الوحدة بين الجنود اليونانيين والجنود الجنويين، والبنادقة.
وفي 29 مايو 1453م سقطت القسطنطينية وعبثاً حاول الإمبراطور أن يجمع شتات جيشه المنهزم فتجمع حوله نفرُ قليلُ من جنوده المخلصين ويقال أنه نزع رداءه الملكي الأرجواني وهجم وجنوده على الجيوش العثمانية، وادّعى بعض المسيحيين أن مَلَكاً من السماء قد أنقذ الإمبراطور من الموت وأنه سيعود يوما ليحرر مملكته.
أدى سقوط القسطنطينية إلى مغادرةٍ سِلمية لعدد كبيرٍ من عُلماء وفلاسفة المدينة البيزنطيين، من رومٍ وغيرهم، إلى الدويلات والإمارات والممالك الأوروپيَّة المُجاورة، قبل ضرب الحصار على عاصمتهم وبعد أن فُكَّ عنها، وأغلب هؤلاء حطَّت به الرِحال في إيطاليا حيثُ لعبوا دورًا في إحياء العلوم والمعارف المُختلفة هُناك، مما جعل تلك البِلاد رائدة عصر النهضة الأوروپيَّة.
يقول الباحث جمال الدين فالح الكيلاني: «يكاد يجمع المؤرخين أنه بفتح القسطنطينية تنتهي العصور الوسطى الأوروبية وندخل في العصور الحديثة حيث تنبهوا لأهمية تحول المدينة إلى إسلامية حيث شكّلت أكبر خطر على أوروپا طوال الفترة اللاحقة».